# Ashe Mukasa
Ashe Mukasa   (Lungujja, abril 1952) és un exfutbolista ugandès de la dècada de 1970.
Fou internacional amb la selecció de futbol d'Uganda.
Pel que fa a clubs, destacà a Coffee (1969), NIC FC (1970–1972), Express FC, i KCC.